# Nati nel 1361
| Questa pagina contiene informazioni ricavate automaticamente dalle voci biografiche con l'ausilio del template Bio e di un bot. L'aggiornamento è periodico e automatico e ricostruisce completamente la pagina. Se manca una persona in questa lista, sei pregato di non aggiungerla, ma accertati piuttosto che la sua voce biografica contenga il template Bio e che i dati anagrafici siano correttamente compilati. Se il template Bio manca, inseriscilo tu stesso o, in alternativa, metti l'avviso {{tmp\|Bio}} che ne segnala la mancanza. Se i dati riportati sono sbagliati, correggi direttamente la voce biografica; le modifiche saranno visibili in questa lista entro pochi giorni. Per chiarimenti vedi il progetto biografie. La lista contiene solo le 5 persone che sono citate nell'enciclopedia e per le quali è stato implementato correttamente il template Bio. Pagina aggiornata al 2 mar 2025. |

- 26 febbraio - Venceslao di Lussemburgo, sovrano († 1419)
- 22 luglio - Carlo III di Navarra, sovrano († 1425)
- 30 luglio - Abu Muhammad Mahmud al-'Ayni, storico arabo († 1451)
- Isabella di Baviera, nobile tedesca († 1382)
- Maestro del paramento di Narbona, miniatore e pittore francese († 1425)